# Parmotrema laciniatulum
Parmotrema laciniatulum är en lavart som beskrevs av Krog. Parmotrema laciniatulum ingår i släktet Parmotrema och familjen Parmeliaceae.   Inga underarter finns listade i Catalogue of Life.